# Операция «Нойланд»
Операция Нойланд (нем. Operation Neuland — Новая Земля) — кодовое название неограниченной подводной войны немецкого военно-морского флота в Карибском море во время Второй мировой войны. Подводные лодки продемонстрировали достаточный радиус действия, чтобы нарушить поставки нефти Великобритании и поставки алюминия США, не ожидавшийся довоенным планированием союзников. Хотя этот район оставался уязвимым для подводных лодок в течение нескольких месяцев, U-boats никогда больше не достигали успеха, достигнутого благодаря неожиданности этой операции.

## Контекст
Карибский бассейн был стратегически значимым из-за венесуэльских нефтяных месторождений на юго-востоке и Панамского канала на юго-западе. Нефтеперерабатывающий завод Royal Dutch Shell на принадлежащем голландцам Кюрасао, перерабатывающий одиннадцать миллионов баррелей в месяц, крупнейший нефтеперерабатывающий завод в мире; нефтеперерабатывающий завод в Пуэнт-а-Пьере на Тринидаде был крупнейшим в Британской Империи; и был ещё один крупный нефтеперерабатывающий завод на принадлежащей голландцам Арубе. В первые годы войны Британским островам ежедневно требовалось четыре танкера нефти, и большая часть её поступала из Венесуэлы через Кюрасао после того, как Италия заблокировала проход через Средиземное море с Ближнего Востока.
Карибский бассейн имеет дополнительное стратегическое значение для Соединённых Штатов. Береговая линия Мексиканского залива Соединённых Штатов, включая нефтяные объекты и торговлю на реке Миссисипи, может быть защищена в двух точках. Соединённые Штаты имели хорошие возможности для защиты Флоридского пролива, но были менее способны предотвратить доступ из Карибского бассейна через Юкатанский пролив. Бокситы были предпочтительны алюминию, а также они были одним из немногих стратегических сырьевых материалов, недоступных в континентальных Соединённых Штатах. Производство военных самолётов Соединённых Штатов зависело от бокситов, импортируемых из Гвианы вдоль судоходных путей, проходящих параллельно Малым Антильским островам. Соединенные Штаты защищали Панамский канал с помощью 189 бомбардировщиков и 202 истребителей и базировали подводные лодки в Колоне (Панама) и на базе подводных лодок Краун-Бей, Сент-Томас (Американские Виргинские острова). ВМС США VP-51 Consolidated PBY Catalinas начали нейтральное патрулирование вдоль Малых Антильских островов из Сан-Хуана (Пуэрто-Рико) 13 сентября 1939 года; ряд объектов был модернизирован на военно-морской базе Гуантанамо-Бей и на военно-воздушной станции Ки-Уэст.
Соединённое Королевство базировало 749, 750, 752 и 793 эскадрильи военно-морской авиации в Международном аэропорту Пиарко на Тринидаде. Британские войска заняли Арубу, Кюрасао и Бонайре вскоре после того, как Нидерланды были захвачены нацистской Германией. Французский остров Мартиника был воспринят как возможная база для кораблей оси, поскольку британские отношения с вишистской Францией ухудшились после второго перемирия в Компьене. Сентябрьское соглашение 1940 года «эсминцы в обмен на базы» позволило Соединённым Штатам создать авиабазы в Британской Гвиане и на островах Грейт-Эксума, Тринидад, Антигуа и Сент-Люсия. 11 февраля 1942 года силы Соединенных Штатов заменили британских солдат на голландских нефтеперерабатывающих островах и начали использовать Douglas A-20 Havocs с базы Хато на Кюрасао и базы Дакота на Арубе.

## Концепция
8 декабря 1941 года США объявили войну Японии. Это устранило утверждения Соединённых Штатов о нейтралитете, благодаря которому они ранее защищали торговое судоходство в Западной Атлантике. Относительно неэффективные меры противолодочной обороны (ASW) вдоль Атлантического побережья Соединённых Штатов, наблюдаемые подводными лодками, участвующими в операции American shooting season, поощряли использование радиуса действия немецких подводных лодок типа IX для изучения условий в южной части бывшей Панамериканской нейтральной зоны. На совещании 15 января 1942 года в Лорьяне бывшие капитаны Гамбургской американской линии с карибским опытом кратко проинформировали командиров U-156, U-67, U-502, U-161 и U-129 об условиях в этом районе. Первые три подводные лодки отплыли 19 января с приказом одновременно атаковать голландские нефтеперерабатывающие заводы 16 февраля. U-161 отплыла 24 января, чтобы напасть на Тринидад, а U-129 последовала 26 января. U-126 отплыла 2 февраля для патрулирования Наветренного пролива между Кубой и Гаити; и пять больших итальянских подводных лодок выдвинулись из Бордо, чтобы патрулировать атлантическую сторону Малых Антильских островов. Эти одиннадцать подводных лодок будут производить патрулирование независимо друг от друга, чтобы рассеять ресурсы противолодочной обороны Союзников, пока истощение продовольствия, топлива или торпед не потребует их возвращения во Францию.

## Реализация

### U-156
Второй патруль U-156 находился под командованием Вернера Хартенштайна. Вынырнув после наступления темноты вечером 15 февраля, Хартенштайн ждал в 2 милях от берега, прежде чем начать свою атаку в 01:31 16 февраля 1942 года, когда он выпустил две торпеды по танкерам SS Pedernales и SS Oranjestad, стоящим на якоре за пределами арубского Синт-Николаса. Десять минут спустя U-156 проплыл в 3/4 мили от нефтеперерабатывающего завода Лаго и приготовился к бомбардировке объекта. Однако член экипажа не смог извлечь тампион из дула 10,5-сантиметровой морской пушки SK C/32, и первый снаряд взорвался внутри ствола. Один стрелок был убит, другой тяжело ранен, а дуло орудийного ствола было распахнуто настежь. После нападения U-156 проплыл мимо Ораньестада, в 14 милях к западу, и выпустил три торпеды в танкер Shell «Арканзас», стоявший у Орлиного причала. Одна из них попала в корабль, причинив незначительные повреждения, в то время как другая пролетела и исчезла в воде, в то время как третья вылетела на берег. Несколько дней спустя четыре голландских морских пехотинца были убиты, когда они попытались разоружить торпеду. Хартенштайн держал U-156 под водой к северу от Арубы после дневного перерыва. С наступлением темноты экипаж похоронил моряка, погибшего при взрыве орудия, и капитан получил разрешение отплыть на Мартинику, где раненый матрос был высажен на берег. Команда использовала ножовки, чтобы сократить повреждённый ствол орудия на 40 сантиметров, и использовала обрез, чтобы потопить два судна, столкнувшиеся после того, как все торпеды были израсходованы, потопив два других судна. U-156 отправилась назад 28 февраля 1942 года.

| Дата            | Судно       | Флаг                    | Тоннаж (GRT)] | Заметки                                                                             |
| --------------- | ----------- | ----------------------- | ------------- | ----------------------------------------------------------------------------------- |
| 16 Февраля 1942 | Pedernales  | Соединённое Королевство | 4,317         | Танкер был торпедирован за пределами гавани Синт-Николас, но позже отремонтирован   |
| 16 Февраля 1942 | Oranjestad  | Соединённое Королевство | 2,396         | Танкер был торпедирован за пределами гавани Синт-Николас и опрокинулся за 48 секунд |
| 16 Февраля 1942 | Arkansas    | США                     | 6,452         | Танкер был торпедирован в Орлином пирсе около Ораньестада, но позже отремонтирован  |
| 20 Февраля 1942 | Delplata    | США                     | 5,127         | Грузовое торпедирование                                                             |
| 25 Февраля 1942 | La Carriere | Соединённое Королевство | 5,685         | Танкер                                                                              |
| 27 Февраля 1942 | Macgregor   | Соединённое Королевство | 2,498         | Грузовое судно потоплено выстрелами                                                 |
| 28 Февраля 1942 | Oregon      | США                     | 7,017         | 6 членов экипажа погибли на борту танкера, затонувшего в результате обстрела        |

### U-67
Третий патруль U-67 находился под командованием Гюнтера Мюллера-Штекхайма. В координации с нападением на Арубу U-67 вскоре после полуночи 16 февраля перебрался в гавань Виллемстада на Кюрасао, чтобы запустить шесть торпед в три стоящих на якоре танкера. Четыре носовые торпеды попали, но не взорвались. Две торпеды из кормовых попали в третий танкер и взорвались.
| Дата            | Корабль    | Флаг       | Тоннаж (GRT) | Заметки                                                               |
| --------------- | ---------- | ---------- | ------------ | --------------------------------------------------------------------- |
| 16 Февраля 1942 | Rafaela    | Нидерланды | 3,177        | Танкер был торпедирован в гавани Виллемстада, но позже отремонтирован |
| 21 Февраля 1942 | Kongsgaard | Норвегия   | 9,467        | Танкер                                                                |
| 14 Марта 1942   | Penelope   | Панама     | 8,436        | Танкер                                                                |

### U-502
Третий патруль U-502 находился под командованием Юргена фон Розенштайля. В координации с атаками на Арубу и Виллемстад, U-502 ожидал в засаде танкеры с сырой нефтью на озере Маракайбо на пути к нефтеперерабатывающим заводам. После того, как три танкера пропали без вести, китайские экипажи оставшихся в живых танкеров отказались отплыть; Ассошиэйтед Пресс передали сообщение, что движение танкеров в этом районе было приостановлено. U-502 двинулся на север и отправился назад через Наветренный проход после запуска своих последних торпед 23 февраля.
| Дата            | Корабль      | Флаг                    | Тоннаж (GRT) | Заметки                                              |
| --------------- | ------------ | ----------------------- | ------------ | ---------------------------------------------------- |
| 16 Февраля 1942 | Tia Juana    | Соединённое Королевство | 2,395        | Танкер низкой осадки с сырой нефтью 'Lake Maracaibo' |
| 16 Февраля 1942 | Monagas      | Венесуэла               | 2,650        | Танкер низкой осадки с сырой нефтью 'Lake Maracaibo' |
| 16 Февраля 1942 | San Nicholas | Соединённое Королевство | 2,391        | Танкер низкой осадки с сырой нефтью 'Lake Maracaibo' |
| 22 Февраля 1942 | J.N.Pew      | США                     | 9,033        | Танкер торпедирован, 3 выживших                      |
| 23 Февраля 1942 | Thallia      | Панама                  | 8,329        | Танкер                                               |
| 23 Февраля 1942 | Sun          | США                     | 9,002        | На борту нет жертв. Танкер поврежден торпедой        |

### U-161
Второй патруль U-161 находился под командованием Альбрехта Ахиллеса. Ахиллес и его первый офицер-часовщик Бендер оба посещали Тринидад во время работы на линии Гамбург-Америка до войны. U-161 вошёл в гавань тринидадского залива Пария на глубине перископа при дневном свете через глубокий узкий проход или Бока. Электронная система обнаружения подводных лодок зарегистрировала этот проход в 09:30 18 февраля 1942 года, но сигнал был отклонён, как вызванный проплывающим поблизости патрульным катером. Проведя день, отдыхая на дне гавани, U-161 всплыл после наступления темноты, чтобы торпедировать два поставленных на якорь корабля. Затем U-161 покинул залив с затопленными палубами и освещёнными ходовыми огнями, напоминающими одно из малых судов гавани и двинулся на северо-запад, прежде чем вернуться, чтобы потопить корабль за пределами Бока. После захода солнца 10 марта 1942 года U-161 тихо вошёл в неглубокий узкий вход в гавань Кастри, с помощью электрических двигателей, чтобы торпедировать два грузовых корабля у причала; а затем ушёл под огнём из пулеметов. Два фрахтовщика только что прибыли с поставками для строительства новой американской базы; и гавань, ранее считавшаяся невосприимчивой к атакам подводных лодок, была позже оснащена противолодочной сетью. U-161 отплыл назад 11 марта 1942 года.
| Дата            | Корабль        | Флаг                    | Тоннаж | Заметки |
| --------------- | -------------- | ----------------------- | ------ | --- |
| 19 Февраля 1942 | British Consul | Соединённое Королевство | 6,940  | Танкер был торпедирован в заливе Пария, но позже отремонтирован                                                |
| 19 Февраля 1942 | Mokihana       | США                     | 7,460  | Жертв на борту грузового корабля, торпедированного в заливе Пария, не было, впоследствии он был отремонтирован |
| 21 Февраля 1942 | Circe Shell    | Соединённое Королевство | 8,207  | Танкер |
| 23 Февраля 1942 | Lihue          | США                     | 7,001  | На борту торпедированного грузового корабля жертв нет                                                          |
| 7 Марта 1942    | Uniwaleco      | Канада                  | 9,755  | Танкер взорвался, никто не выжил                                                                               |
| 10 Марта 1942   | Lady Nelson    | Канада                  | 7,970  | Грузовое судно торпедировано в порту Кастри, но позже отремонтировано                                          |
| 10 Марта 1942   | Umtata         | Соединённое Королевство | 8,141  | Грузовое судно торпедировано в порту Кастри, но позже отремонтировано                                          |
| 14 Марта 1942   | Sarniadoc      | Канада                  | 1,940  | Грузовое судно взорвалось и исчезло под водой через 30 секунд после удара торпеды                              |
| 15 Марта 1942   | Acacia         | США                     | 1,130  | Маяк, потопленный стрельбой к югу от Гаити                                                                     |

### Луиджи Торелли
Луиджи Торелли под командованием Антонио де Джьякомо потопила два корабля.
| Дата       | Корабль         | Флаг                    | Тоннаж    | Заметки        |
| ---------- | --------------- | ----------------------- | --------- | -------------- |
| 19 февраля | Scottish Star   | Соединённое Королевство | 7,300 GRT | Грузовое судно |
| 25 февраля | Esso Copenhagen | Панама                  | 9,200 GRT | Танкер         |

### U-129
Под командованием Николая Клаузена U-129 провела четыре патруля, перехватывая корабли, гружёные бокситами, к юго-востоку от Тринидада. Неожиданные кораблекрушения привели к временной остановке плавания торговых судов. Радиопередача Союзников предложила маршруты для несопровождаемых торговых судов, чтобы следовать, когда плавание возобновится. Немецкие подводные лодки получили радиопередачу и ожидали в предложенных местах.
| Дата       | Корабль          | Флаг                    | Тоннаж    | Заметки                                                      |
| ---------- | ---------------- | ----------------------- | --------- | ------------------------------------------------------------ |
| 20 февраля | Nordvangen       | Норвегия                | 2,400 GRT | танкер затонул, никто не выжил                               |
| 23 февраля | George L. Torian | Соединённое Королевство | 1,754 GRT | грузовое судно                                               |
| 23 февраля | West Zeda        | США                     | 5,658 GRT | торпедировано судно, гружёное бокситами, жертв нет           |
| 23 февраля | Lennox           | Соединённое Королевство | 1,904 GRT | гружёное бокситами                                           |
| 28 февраля | Bayou            | Панама                  | 2,605 GRT | грузовое судно                                               |
| 3 марта    | Mary             | США                     | 5,104 GRT | торпедировано судно, гружёное бокситами                      |
| 7 марта    | Steel Age        | США                     | 6,188 GRT | грузовое судно, единственный оставшийся в живых, взят в плен |

### Леонардо да Винчи
Леонардо да Винчи под командованием Луиджи Лонганези-Каттани потопила один корабль Союзников и одно нейтральное бразильское грузовое судно. Выживших с бразильского судна не было, и о кораблекрушении не сообщалось.
| Дата            | Корабль  | Флаг     | Тоннаж    | Заметки                                |
| --------------- | -------- | -------- | --------- | -------------------------------------- |
| 25 февраля 1942 | Cabadelo | Бразилия | 3,775 GRT | торпедировано, все 54 человека погибли |
| 28 февраля      | Everasma | Латвия   | 3,644 GRT | торпедировано                          |

### U-126
U-126 патрулировала Наветренный пролив под командованием Эрнста Бауера.
| Дата     | Корабль      | Флаг     | Тоннаж     | Заметки                                                        |
| -------- | ------------ | -------- | ---------- | -------------------------------------------------------------- |
| 2 Марта  | Gunny        | Норвегия | 2,362 GRT  | Грузовое судно                                                 |
| 5 Марта  | Mariana      | США      | 3,110 GRT  | Нет выживших на грузовом судне                                 |
| 7 Марта  | Barbara      | США      | 4,637 GRT  | Грузовое судно                                                 |
| 7 Марта  | Cardonia     | США      | 5,104 GRT  | Грузовое судно                                                 |
| 8 Марта  | Esso Bolivar | Панама   | 10,389 GRT | Танкер, повреждённый торпедами в пределах видимости Гуантанамо |
| 9 Марта  | Hanseat      | Панама   | 8,241 GRT  | Танкер                                                         |
| 12 Марта | Texan        | США      | 7,005 GRT  | Грузовое судно                                                 |
| 12 Марта | Olga         | США      | 2,496 GRT  | Грузовое судно                                                 |
| 13 Марта | Colabee      | США      | 5,518 GRT  | Грузовое судно                                                 |

### Энрико Таццоли
Большая 1331-тонная субмарина Энрико Таццоли под командованием Карло Фесиа Ди Коссато потопила шесть кораблей.
| Дата     | Корабль       | Флаг                    | Тоннаж    | Заметки                        |
| -------- | ------------- | ----------------------- | --------- | ------------------------------ |
| 6 Марта  | Astrea        | Нидерланды              | 1,406 GRT | Грузовое судно                 |
| 6 Марта  | Tonsbergfjord | Норвегия                | 3,156 GRT | Грузовое судно, 1 погиб        |
| 8 Марта  | Montevideo    | Уругвай                 | 5,785 GRT | Грузовое судно, 14 погибших    |
| 10 Марта | Cygnet        | Греция                  | 3,628 GRT | Грузовое судно, никто не погиб |
| 13 Марта | Daytonian     | Соединённое Королевство | 6,434 GRT | Грузовое судно, 1 погибший     |
| 15 Марта | Athelqueen    | Соединённое Королевство | 8,780 GRT | Танкер, 3 погибших             |

### Джузеппе Финци
Большая 1,331-тонная субмарина Джузеппе Финци под командованием Уго Джиудичи потопила три корабля.
| Дата     | Корабль        | Флаг                    | Тоннаж     | Заметки                |
| -------- | -------------- | ----------------------- | ---------- | ---------------------- |
| 7 Марта  | Melpomene      | Соединённое Королевство | 7,000 GRT  | Танкер                 |
| 7 Марта  | Skane          | Швеция                  | 4,500 GRT  | Грузовое судно         |
| 10 Марта | Charles Racine | Норвегия                | 10,000 GRT | Танкер, никто не выжил |

### Морозини
Подлодка класса Марчелло Морозини под командованием Атоса Фратернале потопила три корабля.
| Дата     | Корабль     | Флаг                    | Тоннаж    | Заметки                |
| -------- | ----------- | ----------------------- | --------- | ---------------------- |
| 12 Марта | Stangarth   | Соединённое Королевство | 5,966 GRT | Грузовое судно         |
| 15 Марта | Oscilla     | Нидерланды              | 6,341 GRT | Танкер, 4 погибло      |
| 23 Марта | Peder Bogen | Соединённое Королевство | 9,741 GRT | Танкер, никто не погиб |

## Результаты
Нефтеперерабатывающий завод на Арубе находился в пределах досягаемости палубных орудий. Гроссадмирал Эрих Редер предпочёл бы обстрел нефтеперерабатывающего завода в качестве первого действия операции «Ньюленд». Исходя из опыта относительного ущерба, наносимого палубными орудиями по сравнению с торпедами, офицеры подводных лодок решили начать с торпедирования танкеров, чтобы вызвать большие распространяющиеся пожары нефти. Результаты первоначальных нападений на Арубу и Кюрасао были ниже ожидаемых из-за неудач с оружием; а последующие попытки обстрела нефтеперерабатывающего завода на Арубе были пресечены оборонительным огнём большого числа береговых артиллерийских орудий более крупного калибра и патрулированием поднятых по тревоге самолётов и подводных охотников.
Важным звеном в транспортировке нефтепродуктов с венесуэльских нефтяных месторождений был флот небольших танкеров, предназначенных для доставки нефти со скважин в мелководном озере Маракайбо на нефтеперерабатывающие заводы. Примерно десять процентов этих танкеров были уничтожены в первый день операции «Ньюленд». Уцелевшие танкеры были временно обездвижены, когда их китайские экипажи взбунтовались и отказались плыть без сопровождения противолодочной обороны. Переработка нефти сократилась, в то время как мятежники были заключены в тюрьму.
Торпедирование кораблей в защищённых гаванях было нечастым явлением в битве за Атлантику. Подводные лодки чаще всего развёртывали мины, чтобы позволить скрытный выход. Хотя результаты были восприняты как менее значительные, сложность атак в заливе Пария и Кастри U-161 была сопоставима с проникновением Гюнтера Прина в Скапа-Флоу.
Патрулирование наветренного пролива U-126 было рассчитано так, чтобы использовать рассредоточение сил противолодочной обороны на север и юг. U-126 потопила несколько кораблей в пределах видимости военно-морской базы Гуантанамо-Бей.
Операции «Нойланд» и «Second Happy Time» проводились с одинаковым количеством подводных лодок; но эффективность «Нойланд» была выше, за счёт координации с итальянскими подводными лодками. Уровень успеха итальянских подводных лодок против концентрации незащищённых судов, плывущих независимо, редко повторялся в дальнейшем, что указывало на высокий уровень эффективного сотрудничества Оси в битве за Атлантику.